# Mirobaeus pilosus
Mirobaeus pilosus är en stekelart som beskrevs av Hickman 1967. Mirobaeus pilosus ingår i släktet Mirobaeus och familjen Scelionidae. Inga underarter finns listade i Catalogue of Life.